# Tkwarczeli
Tkwarczeli (abch. Тҟәарчал, ros. Ткуарчал, gruz. ტყვარჩელი) – miasto w Abchazji, stolica rejonu Tkuarczał. Abchaskie miasto-bohater. 

## Gosodarka
W mieście znajduje się ośrodek wydobycia węgla kamiennego. Ponadto w mieście rozwinął się przemysł materiałów budowlanych.

## Klimat
W mieście panuje klimat ciepły umiarkowany. Opady deszczu są znaczące, występują nawet podczas suchych miesięcy. Klimat w mieście został sklasyfikowany jako Cfa zgodnie z systemem Köppena-Geigera. W mieście średnia roczna temperatura wynosi 13,4 °C, zaś średnioroczne opady to 1535 mm. Najsuchszym miesiącem jest maj z opadami na poziomie 95 mm, zaś największe opady występują w czerwcu, ze średnią 154 mm. Różnica w opadach pomiędzy najsuchszym a najbardziej mokrym miesiącem wynosi 59 mm. Najcieplejszym miesiącem w roku jest sierpień ze średnią temperaturą 22,8 °C, z kolei najzimniejszym miesiącem jest styczeń ze średnią temperaturą 4 °C. Wahania roczne temperatur wynoszą 18,8 °C.

## Ludzie
W mieście urodziła się ukraińska śpiewaczka operowa (soprano) pochodzenia abchaskiego Fatima Czerhidzija.